# Trypeticus fissirostrum
Trypeticus fissirostrum är en skalbaggsart som beskrevs av Zhang och Zhou 2007. Trypeticus fissirostrum ingår i släktet Trypeticus och familjen stumpbaggar. Inga underarter finns listade i Catalogue of Life.